# Cryptocarya whiteana
Cryptocarya whiteana är en lagerväxtart som beskrevs av C. K. Allen. Cryptocarya whiteana ingår i släktet Cryptocarya och familjen lagerväxter. Inga underarter finns listade i Catalogue of Life.